# Comuna Ilnîk, Turka
Ilnîk (în ucraineană Ільник) este o comună în raionul Turka, regiunea Liov, Ucraina, formată din satele Ilnîk (reședința), Liktiv, Radîci și Zakipți.

## Demografie
Componența lingvistică a comunei Ilnîk
     Ucraineană (99,74%)
     Alte limbi (0,26%)
Conform recensământului din 2001, majoritatea populației comunei Ilnîk era vorbitoare de ucraineană (99,74%), existând în minoritate și vorbitori de alte limbi.